# گمینا بوک
گمینا بوک (به لهستانی:  Gmina Buk) یک گمینا در لهستان است که در شهرستان پوزنانگ واقع شده‌است. گمینا بوک ۹۰٫۳۲ کیلومتر مربع مساحت و ۱۱٬۹۱۷ نفر جمعیت دارد.